# Tom McGown
Pas d'image ? Cliquez ici

a Compétitions nationales et continentales officielles uniquement.

b Matchs officiels uniquement.
Thomas Melville Whitson McGown, né le 22 février 1876 à Belfast et mort le 15 juillet 1956 à High Wycombe, est un joueur de rugby à XV irlandais, qui a évolué avec l'équipe d'Irlande au poste d'avant. Il a évolué avec le club de Cambridge University RUFC.

## Carrière
Il a disputé son premier test match le 4 février 1899 contre l'équipe d'Angleterre. Son dernier test match est contre l'équipe d'Écosse le 23 février 1901. Tom McGown a remporté le Tournoi britannique de rugby à XV 1899. Il a joué quatre test matchs avec les Lions britanniques en 1899 en Australie.

## Palmarès

### Avec l'Irlande
- 3 sélections en équipe nationale
- 0 point
- Sélections par années : 2 en 1899, 1 en 1901
- Tournois britanniques disputés: 1899, 1901

- Vainqueur du tournoi en 1899

### Avec lesLions britanniques
- 4 sélections avec les Lions britanniques
- Sélections par année : 4 en 1899 ( Australie)